# Amshel Goldsmith
Amshel Goldsmith è un personaggio dell'anime e manga BLOOD+ di Junichi Fujisaku.
Amshel è uno dei personaggi più inquietanti e malvagi dell'intera serie, una delle cinque frecce, definiti i cavalieri, soldati fortissimi al servizio di Diva, il loro comandante a cui deve la sua nuova vita, infatti in realtà Amshel ha quasi 100 anni anche se dimostra sempre un'età giovanile, questo grazie ad un virus che la sua regina gli ha iniettato mordendolo. Il suo nome e la sua famiglia come anche il suo soprannome prendono spunto da personaggi realemte esistiti nel 1800, famosi banchieri europei.

## Storia

### Nel passato
Prima che iniziasse la storia che viene raccontata nell'anime, Amshel era uno scienziato a cui per caso era capitato di fare una straordinaria scoperta: due gemelle, appena nate da un mostro. Subito iniziò le ricerche ma fu ostacolato dal nobile proprietario del castello dove viveva e quindi preferì di nascosto fare dei piccoli esperimenti solo su una delle due, appunto Diva. Durante gli esperimenti scoprì che il sangue della donna offriva l'immortalità facendo diventare l'essere appena morso una specie di non-morto. Egli provò dapprima su se stesso tale esperienza diventando il primo cavaliere della donna, in seguito sceglierà con cura gli altri cavalieri che chiamerà fratelli,. anche se in realtà fra i vari solo Solomon è suo fratello di sangue.

### Nel presente
Oltre ad un piccolo accenno di presenza, infatti fece una sorta di cameo in una puntata dove combatteva un mostro aspirante cavaliere, la prima volta che incontra Saya è nella fredda Russia, quando aveva ucciso una ragazza, alleata dei protagonisti e prende il suo posto. Nel treno dove tutti viaggiavano prima vuole osservare il potenziale della ragazza, facendo trasformare due passeggeri in Chiroptera. Nella sfida osserva interessato, proprio come se fosse uno dei suoi esperimenti. Sceso dal treno viene incontro ai due ragazzi la sera stessa in una stanza di albergo. Qui ha un breve scontro con Haji e Saya sconfiggendoli entrambi molto duramente in pochi secondi. In seguito dapprima cerca di convincere Saya ad unirsi a loro, offerndogli del tempo per pensare alla sua offerta, poi appena capisce che questo sarà impossibile li condanna a morte.

## Carattere
Oscuro assetato di potere, i suoi reali fini sono nascosti sino alla fine della serie, nasconde ai suoi fratelli e a Diva stessa la creazione degli Schiff, personaggi della serie metà mostri e metà umani, dove Amshel fece ogni sorta di esperimento alla ricerca di guerrieri perfetti coinvolgendo in un secondo momento nell'idea il solo James. I Schiff fuggirono dal suo controllo ma ormai era troppo tardi infatti aveva già creato i soldati con le sembianze di uno di loro, Moses.

## Tecniche
Velocissimo, fortissimo (riesce a spezzare in due la spada di Saya), riesce a trasformarsi in qualunque personaggio rendendosi irriconoscibile, durante tutta la serie è l'unico a mostrare tale abilità.